# Мали пегави киви
Мали пегави киви (лат. Apteryx owenii) је мала врста кивија која живи на Јужном острву у Новом Зеланду. Живи у зимзеленим шумама. 

## Опис
Просечно је дуг 35-35 центиметара. Мужјак је тежак 0.9-1.3 килограма, а женка 1-1.9 килограма. Има бледо перје ишарано сивом бојом, с белим пегицама. Кљун је доста танак и дуг, боје је слоноваче. Ноге су су бледе. 

## Понашање
За разлику од већине осталих птица, мали пегави киви има добро развијено чуло мириса и слуха, док је чуло видаа слабо развијено. То је сигурно у вези с његовим ноћним начином живота. Током дана остаје сакривен у својим ископаним рупама. Живи у паровима и изразито је територијална врста тако да један пар може годинама живети на истој територији. Своју територију одржава и штити комуницирајући гласовима. 
Храни се како животињама тако и биљкама, сваштојед је. Од животиња су то најчешће пауци, прстенасти црви и ларве инсеката, а од биљака шумско воће које опадне на тло. 

## Размножавање
Гнезда прави у рупама које копа у шумском тлу и у њих полаже једно до два јаја. Младунци излегли из јаја су велики и добро развијени па имају добру прилику да опстану у лошим условима као што су недостатак хране или неповољне временске прилике.
Јединствен је по начину на који подиже младе. Мужјак лежи на јајима 70 дана по 21 сат дневно. Првих неколико дана по излегању из јајета младе птиће не хране родитељи већ се хране жуманцем из жуманчане врећице. После тога сами ноћу траже храну, а родитељи их прате само због заштите.

## Исхрана
Хране се како животињама тако и биљкама, сваштоједи су. Од животиња су то најчешће пауци, прстенасти црви и ларве инсеката, а од биљака шумско воће које опадне на тло.

## Статус заштите
Најугроженија је врста од свих кивија. Уништавање њихових природних станишта од стране људи, пожари, болести и увођење нових врста сисара на њихову територију су фактори који су допринели пропадање њихових популација. Покушаји да се ова врста очува састоје се у образовању резервата на Јужном острву. Настојања да се гаје у заробљеништву су нису дала резултате.

## Таксономија
До краја 19. века постојале су две подврсте малог пегавог кивија:
- лат.  и

- † лат.  која је насељавала Северно острво и изумрла је крајем 19. века.[5]